# Atherospermataceae
Atherospermataceae R.Br., 1814 è una famiglia di piante dell'ordine Laurales.

## Distribuzione e habitat
Le Atherospermatacee hanno un areale disgiunto che comprende il Sud America (parte meridionale di Argentina e Cile) e l'Oceania (Nuova Guinea, Australia orientale, Nuova Zelanda e Nuova Caledonia).

## Tassonomia
La famiglia comprende 6 generi e 20 specie:
- Atherosperma Labill.
  - Atherosperma dilatatum Gand.
  - Atherosperma elongatum Gand.
  - Atherosperma moschatum Labill.
  - Atherosperma muticum Gand.
  - Atherosperma tasmanicum Gand.
- Daphnandra Benth.
  - Daphnandra apatela Schodde
  - Daphnandra dielsii Perkins
  - Daphnandra johnsonii Schodde
  - Daphnandra melasmena Schodde
  - Daphnandra micrantha (Tul.) Benth.
  - Daphnandra repandula (F.Muell.) F.Muell.
  - Daphnandra tenuipes G.Perkins
- Doryphora Endl.
  - Doryphora aromatica (F.M.Bailey) L.S.Sm.
  - Doryphora sassafras Endl.
- Dryadodaphne S.Moore
  - Dryadodaphne crassa Schodde ex Philipson
  - Dryadodaphne novoguineensis (Perkins) A.C.Sm.
  - Dryadodaphne trachyphloia Schodde
- Laurelia Juss.
  - Laurelia novae-zelandiae A.Cunn.
  - Laurelia sempervirens Tul.
- Nemuaron Baill.
  - Nemuaron vieillardii (Baill.) Baill.

Recenti rivalutazioni dei caratteri morfologici e molecolari delle Atherospermataceae mostrano una chiara relazione con Gomortegaceae e Siparunaceae, con le quali formano un clade distinto all'interno dell'ordine Laurales.
La classificazione tradizionale (Sistema Cronquist) non contempla questa famiglia e include i generi in essa compresi tra le Monimiaceae (sottofamiglia Atherospermatoideae).